# Carlos Eugenio López
Carlos Eugenio López (León, 1954) es un escritor español, aunque ha vivido toda su vida adulta fuera de España; primero en Francia, luego en Inglaterra y actualmente en Grecia. Pese a ser Finalista del Premio Sésamo de Novela en el año 1977, permanece inédito durante veinte años. En 1997, sin embargo, gana el Premio Lengua de Trapo con El orador cautivo y a partir de entonces ha podido publicar de modo regular una obra sumamente personal, que le ha valido ser considerado por el Frankfurter Allgemeine Zeitung "el autor que posee el humor más negro, desasosegante e inteligente de la literatura española contemporánea". Ha sido traducido al francés, alemán y portugués.

## Novelas
- El orador cautivo (1997) Editorial Lengua de Trapo).
- Delirios de grandeza (1998) (Editorial Lengua de Trapo).
- Ahogados (2000) (Editorial Lengua de Trapo).
- El factor Rh (2003) (Editorial Lengua de Trapo).
- La metafísica y el mono (2007) (Editorial Lengua de Trapo).
- Abril (2008). (Editorial Lengua de Trapo).
- El suicidio de Saúl (2017). (Editorial El Funambulista).
- La Zanja (2021). (Editorial Pre-Textos)

## Relatos
- Burdel de muertos (1999) (Editorial Lengua de Trapo).

## Poesía
- Pesos y Medidas (2006) (Editorial Algaida).
- Teoremas (2007) (Visor Libros).
- Poesía incompleta (2021) (Abada Editores).

## Miscelánea
- El cuaderno de Ano Riglia (2021) (Árdora Editores).

## Ediciones
- Heráclito: Fragmentos e interpretaciones (2009). (Ardora Ediciones). Edición bilingüe, en colaboración con J. L. Gallero.
- Las máximas del Jardín, de Epicuro de Samos (2018). (Ardora Ediciones). Edición bilingüe, en colaboración con J. L. Gallero.

## Premios
- Sésamo de Novela Corta (finalista), 1977
- Ciudad de Majadahonda de Novela, 1996
- Lengua de Trapo de Novela, 1997
- Vicente Presa de Poesía, 2006
- Tiflos de Poesía, 2007
- March Cencillo de Novela Breve, 2021

- Datos: Q5750286